# Mahya Dağı
Mahya Dağı (bulharsky Махиада, Machiada) je s nadmořskou výškou 1 031 m nejvyšší horou pohoří Strandža i celé evropské části Turecka. Nachází se asi 140 km severozápadně od Istanbulu na rozhraní provincií Kırklareli a Tekirdağ.
Nejvyšší horou celého Turecka je Ararat (turecky Ağrı Dağı, 5 137 m n. m.).